# Brachynemurus californicus
Brachynemurus californicus is een insect uit de familie van de mierenleeuwen (Myrmeleontidae), die tot de orde netvleugeligen (Neuroptera) behoort. 
Brachynemurus californicus is voor het eerst wetenschappelijk beschreven door Banks in 1895.